# Жак Жаб'є
Жак Жаб'є (літературне псевдо, повне ім'я: Олег Мстиславович Жовтанецький) 3 жовтня 1976 року, м. Львів, Львівська область, (Українська РСР) — український дитячий письменник.

## Біографія

### Дитинство
Народився 3 жовтня 1976 року у місті Львові. Ранні роки провів у селі Задністрянськ Галицького району, Івано-Франківської області, де навчався у місцевій середній школі.
Згодом, закінчив СШ № 13 у місті Івано-Франківську. У шкільні роки брав участь у художній самодіяльності, серед іншого як читець гумористичних текстів.

### Студентські роки
У студентські роки займав проактивну громадську позицію. Брав участь у міжнародних та національних заходах Міжнародної студентської організації AIESEC.
З 1994 по 1997 роки обіймав посаду заступника голови профбюро студентів економічного факультету ЛНУ ім. І.Франка.
У 1996 році на конференції освітянських профспілок підтримав акції студентської непокори у зв'язку із систематичною невиплатою стипендій.
У цей же період, з однодумцями заснував громадську організацію «Фонд економічного та соціального розвитку „Екосор“», яка стала майданчиком для популяризації прогресивних ідей економічної науки та розвитку місцевої демократії серед студентства.
Разом із Василем Буняком, став співініціатором та натхненником святкування на економічному факультеті ЛНУ ім. І.Франка Дня економіста й проведення щорічної студентсько-аспірантської наукової конференції.
Долучився до появи на шпальтах економічного часопису «Діло» рубрики «Діло молоде», згодом у співпраці із виданням ініціював конкурс на кращу економічну публікацію серед студентів.
У 1998 році пройшов стажування у Львівській обласній державній адміністрації у рамках Програми стажування молоді у Верховній Раді України заснованої Асоціацією колишніх членів Конгресу США та Верховною Радою України.

## Професійна діяльність

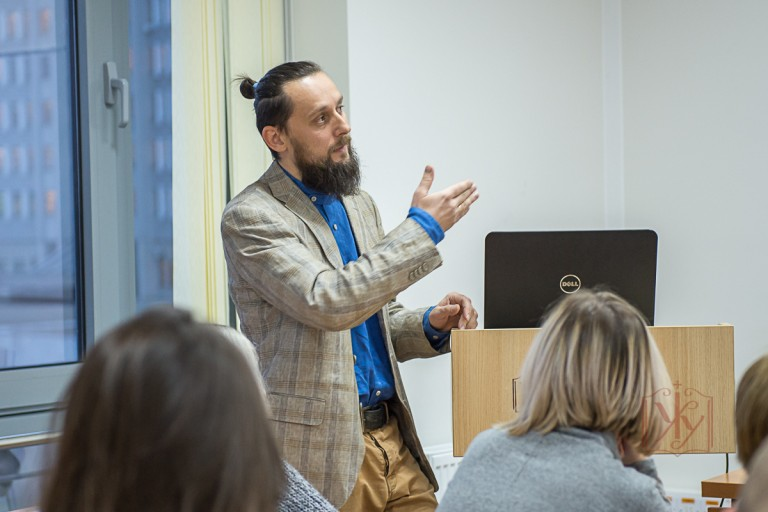
Олег Жовтанецький під час публічної лекції в УКУ, Фото: Гуманітарний факультет УКУ

У 1998 році був зарахований асистентом кафедри Економічної теорії ЛНУ ім. І.Франка й розпочав навчання в аспірантурі, яку успішно завершив у 2002 році, захистивши кандидатську дисертацію з економіки на тему: «Фіскальна політика у перехідній економіці України». У цей же час, працював на посаді молодшого наукового співробітника в Інституті педагогіки і психології Академії педагогічних наук. У 2001—2002 роках стипендіат стипендії Кабінету міністрів України для молодих науковців. У 2002—2004 роках викладач кафедри фінансів Львівської комерційної академії
З 2004 до 2008 року доцент кафедри обліку і аудиту Львівського національного університету імені Івана Франка
У 2006—2007 роках стипендіат Стипендії ім. Л.Кіркланда (Пройшов стажування у Варшавському університеті, Польща).
У 2008—2018 роках докторант кафедри Державного управління та місцевого самоврядування Львівського інституту державного управління Національної академії державного управління при Президентові України
У 2010 році, за фінансової підтримки Фонду Й.М'яновського та Польського фонду промоції науки пройшов стажування в Інституті права Польської академії наук.
У 2011 році стипендіат Національної стипендії Словацького уряду (Пройшов стажування в Економічному університеті в Братиславі, Словаччина)
У 2012—2017 роках доцент кафедри філософії мистецтв Львівського національного університету імені Івана Франка
У 2014—2015 роках в рамках Програми Erasmus Mundus — IANUS пройшов стажування в Яґелонському університеті, Краків, Польща.
Зараз на посаді доцента кафедри культурології Українського католицького університету. Читає курси «Економіка культури» та «Вступ до економіки».
У 2017 році спільно із Надіє Чубою ініціював проведення у Львові Форуму культурних індустрій [Архівовано 2 січня 2021 у Wayback Machine.]. Перший захід було реалізовано у рамках 23 Книжкового форуму, а два наступних — у рамках публічної діяльності кафедри культурології УКУ із ширшим складом організаторів. [Архівовано 26 липня 2018 у Wayback Machine.] Основна ідея Форуму — представити досягнення у сфері культурних та креативних індустрій на українських прикладах, розкрити виклики та визначити перспективи розвитку галузі.

## Громадська діяльність
Виконуючи свій громадянський обов'язок, Олег Жовтанецький був учасником протестів на Майдані у Києві у часі Помаранчевої революції та Революції Гідності.
У 2004 році разом із Надією Чубою, Степаном Троханяком, Ростиславом Михайлишиним та студентами львівських ВНЗ узяв участь у виборчому процесі як спостерігач від кандидата на посаду Президента України Віктора Ющенка на виборчій дільниці у СМТ Чаплине, що на Дніпропетровщині.
У 2017 році в рамках проекту «Жива бібліотека» поряд з іншими митцями відвідав прифронтові міста Краматорськ, Рубіжне, Сєвєродонецьк, Лисичанськ, того ж року з творчою програмою узяв участь у фестивалі Кальміус у м. Краматорську. [Архівовано 8 серпня 2020 у Wayback Machine.]
У 2016 році спільно з Надією Чубою ініціювали створення у Львові Парку науки та креативності [Архівовано 9 липня 2019 у Wayback Machine.] (Панакре). У 2017 році у розширеному складі, разом з Юлією Кірієнко, Оксаною Луцко презентували ідею парку на пітчингу проектів від Британської ради. Цього ж року за фінансової підтримки Британської ради у Центрі Шептицького відбулось публічне представлення першого приладу майбутнього парку та проведено конкурс дитячого малюнку серед школярів м. Львова «Як я бачу Парк науки та креативності у Львові».
У 2018 році ідею було презентовано на Інноваційній весні у стартап-школі Національного університету «Львівська політехніка».
У 2018 році став експертом Громадського руху «Дамо дітям рухатись!».
У 2019 у Видавництві «Ґвара Медіа» вийшла друком книга Олега Жовтанецького «Таліта кум» — дитино, встань і йди, або як зрушити з мертвої точки реформи шкільної освіти" у співавторстві із Володимиром Закалюжним, у книзі висвітлено досвід запровадження компоненти здоров'я у реформі освіти в різних країнах світу.
Книга отримала схвальні відгуки від професійного середовища, зокрема від Євгена Комаровського, Пауля Пшенічки, Ігора Сергети.

## Особисте життя
Одружений з Надією Чубою. Разом з дружиною виховує троє дітей та провадить публічну літературну діяльність.

## Літературна творчість
Перша збірка дитячих віршів Жака Жаб'є, «Баранцеві сниться лука» з ілюстраціями львівської художниці Олі Кваші [Архівовано 11 серпня 2018 у Wayback Machine.] побачила світ у 2015 році й отримала ІІ місце кращих україномовних видань львівських видавництв премії Львівської міської ради у номінації «Дитяча література» . [Архівовано 7 серпня 2020 у Wayback Machine.]
У 2017 році спільно із львівським художником Тарасом Кебом, світ побачив арт-бук «Що у татка в бороді?»
У 2019 році у київському видавництві «Мамино» готується до друку поетична книжка-руханка «Людина-восьминіжка» з ілюстраціями львівської художниці Наталі Кудляк (Кащак). За мотивами твору у Музеї Андрія Шептицького у м. Львові Центр музичного розвитку «Темпо» уже встиг поставити однойменну інтерактивну музично-літературну казку. Твір отримав музичний супровід, перетворившись на дитячу пісеньку.
У харківському видавництві «Віват» готується до друку дитяча книжечка Жака Жаб'є «Ми з татком летимо у космос» з ілюстраціями київської художниці Марисі Рудської. Планова поява книги на полицях книгарень — 2019 року.
Характерною особливістю літературної діяльності Жака Жаб'є є його інтерактивна й яскрава презентація власної творчості. Письменник не тільки, залучає до процесу спілкування юних читайликів та їхніх батьків і наставників, які прийшли на зустріч, але й сміливо вступає у творчу колаборацію із творчими особистостями як-от, музикант Вадим Войтович, актори театру й кіно, Олег Онещак, Денис Соколов, композитор Євген Петров та власна сім'я письменника.

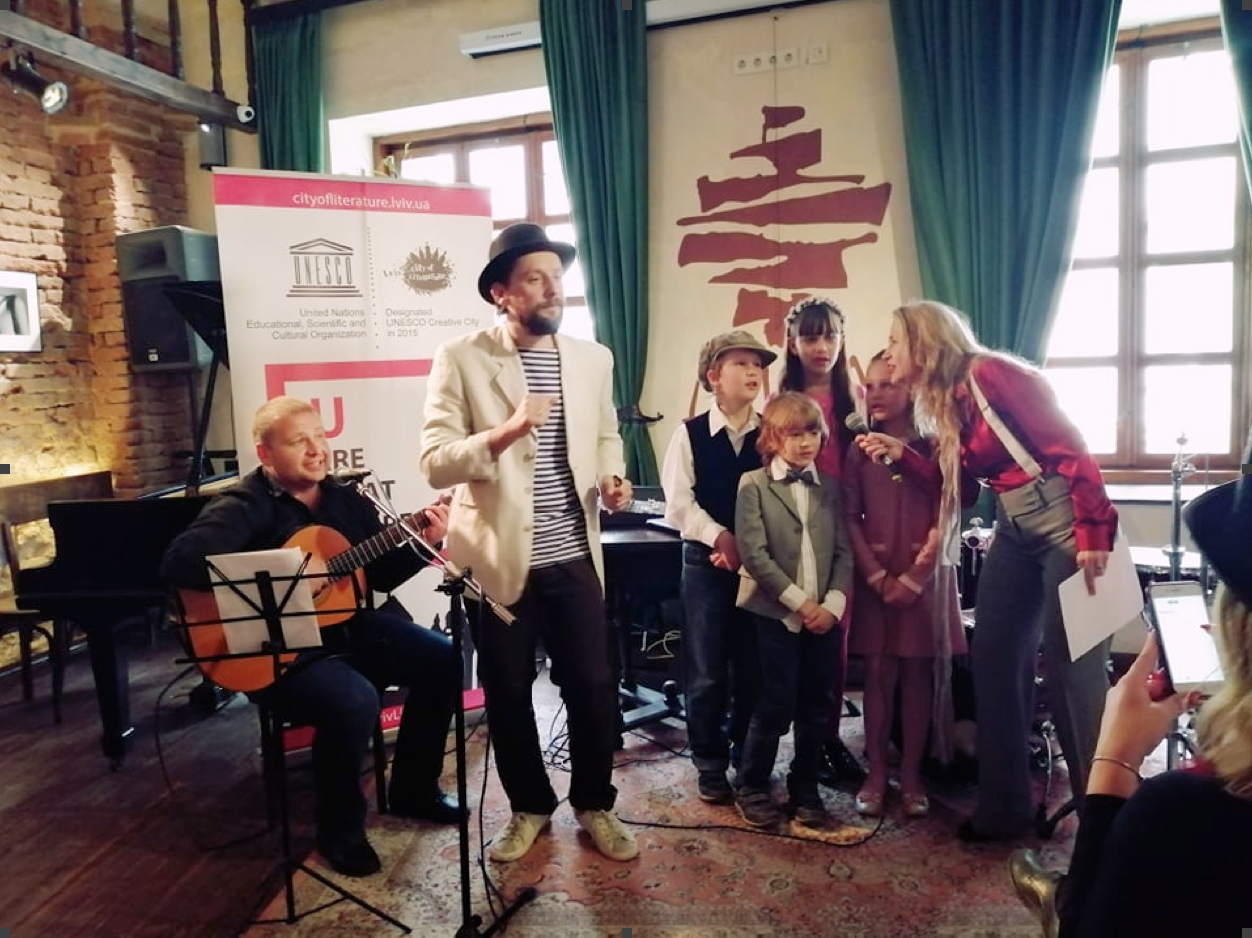
Поетичний ретро-дворик. У рамках святкування Дня міста Львова. Львів, Дзиґа, 2019 р. Фото Галини Чуби

## Книги та наукової монографії
- «Таліта кум» — дитино, встань і йди, або як зрушити з мертвої точки реформи шкільної освіти." — Львів — Харків, Видавництво «Ґвара Медіа», 2019. 84 с .(Співавтор Володимир Закалюжний). Соціальна кампанія Дамо Дітям Рухатись!
- Тенденції розвитку маркетингу в Україні: функціональний підхід. Монографія: за наук. ред., проф. Є. Й. Майовця [Архівовано 14 лютого 2022 у Wayback Machine.] — Львів: ЛНУ імені Івана Франка, 2016. — 262 с.(Розділ присвячений Маркетингу у сфері культури, у співавторстві з Надією Чубою)
- Цікава економіка. Навчально-методичний посібник. — Львів: Апріорі, 2010. — 406 с. (Співавтор: Надія Чуба) [Архівовано 10 серпня 2017 у Wayback Machine.]
- Основи економіки: Кишеньковий довідник школяра. — Х.: Ранок, 2009.– 320 (Співавтор: Надія Чуба) [Архівовано 4 серпня 2020 у Wayback Machine.]
- Основи економіки: Довідник. Зовнішнє оцінювання (підготовка). — Х.: Факт, 2008. — 96 с. (Співавтор: Надія Чуба)
- Цікава економіка. Навчальний посібник з економіки для учнів 10-11 класів. — Кам'янець-Подільський: Аксіома, 2007. — 304 с. (Співавтор: Надія Чуба) [Архівовано 11 червня 2017 у Wayback Machine.]